# Swing (Tanz)

Swingtänzer in einem Juke Joint 1939

Mit Swing oder Jitterbug wird eine ganze Familie von Tänzen bezeichnet, die Ende der 1920er Jahre in den USA entstanden sind. Als Blütezeit sind die 1930er und 1940er Jahre zu sehen. Vorwiegend werden diese Tänze zu Swing-Musik getanzt, einige dieser Tänze sind aber erst aus dem Swing zu einer anderen Musik entstanden.

## Geschichte
Swing ist ein Rhythmus, der sich aus von den aus Afrika verschleppten Sklaven in die USA gebrachten schwarzen Afro-Rhythmen der Yoruba und der Bantu und weißer Marschmusik von den europäischen Einwanderern bildete, und in allen älteren Formen der Jazzmusik vorherrscht. Der Tanz entstand in den 1920er Jahren in den großen Ballsälen New York Citys zur Musik der Big Bands, die die Jazzmusik zur orchestralen Swing-Musik weiterentwickelten.
Die Energie des Tanzes, die jazztypische Improvisation und die Offenheit für andere musikalische und tänzerische Einflüsse hat zu einem weiten Spektrum an typischen Bewegungselementen geführt, das sich bis heute weiter entwickelt und erweitert. Die ursprüngliche Variante des Tanzes stammt aus dem Savoy Ballroom im New Yorker Stadtteil Harlem und wurde als Lindy Hop oder Savoy-Style Swing bezeichnet. Bei der weiteren Verbreitung wurden Einflüsse anderer Tänze wie Shag aufgenommen.
Die bekannteste Variante ist der Hollywood-Style-Swing. Er wurde vor allem für die Filmindustrie in Hollywood getanzt und heißt nach seinem ersten Vertreter auch Dean-Collins-Style. Um die Wende der 1940er/50er Jahre entstanden, war er das weiße Pendant zum „schwarzen“ Savoy-Style. Es kam darauf an, möglichst viel Aufmerksamkeit auf sich zu ziehen, d. h., es wurden vermehrt Show-Elemente eingesetzt, der Tanz wurde extrovertierter und verlor viel von seinem ursprünglichen Charakter.
Als sich die populäre Musik von Swing zu Rhythm and Blues und den Anfängen des Rock ’n’ Roll weiterentwickelte und in den USA die Anfänge einer medial gestützten Pop-Kultur entstanden, entdeckten zunehmend Teenager den Tanz, die ihn an die neuen Musikstile adaptierten. Vor allem die Medien und die weiße Bevölkerung nannten den Swing-Tanz auch Jitterbug. Die GIs brachten ihn im und nach dem Zweiten Weltkrieg nach Europa. Hier entwickelte sich daraus unter dem Einfluss des etwas anderen Sounds der europäischen Tanzbands und der tänzerischen Fertigkeiten der europäischen Jugendlichen der Boogie-Woogie, für den der Hollywood-Style wohl das wichtigere Vorbild war. Es handelt sich um neuere Variationen der Swingtänze.
Mit Rock ’n’ Roll, Disko-Kultur und dem Niedergang der Big Bands verlor der Swing an Beliebtheit. Reste hielten sich im East bzw. West Coast Swing in den USA, im Ceroc/LeRoc/Roc in Frankreich und Großbritannien und im Bugg in Schweden. Auch im Jive, einem der fünf lateinamerikanischen Tänze des Welttanzprogrammes, wurden einige der Grundelemente des Swing für den europäischen Turniertanz normiert. Seit etwa 1985 gibt es ein Lindy-Hop-Revival, das in Europa von Schweden ausgeht. Dort findet auch einer der alljährlichen internationalen Swing-Höhepunkte, ein fünfwöchiger Swing-Workshop im schwedischen Herräng statt.

## Musik und Rhythmik
Der Grundschritte der Swing-Tänze bestehen meist aus acht („eight-count“, v. a. Lindy Hop, Charleston, Balboa, Cakewalk, Big Apple etc.), oder aus sechs („six-count“, v. a. Lindy Hop, East-Coast Swing, Collegiate Shag, Jive, Boogie-Woogie) Zählzeiten. In den meisten Swing-Tänzen finden sich aber auch Figuren mit mehr oder weniger Schlägen.
Es gibt im Swing zahlreiche bekannte Choreographien, zum Teil aus den 1930er und 1940er Jahren, wie den Shim Sham, die California Routine, den Tranky Doo oder die Big Apple Choreographie. Während diese Choreographien zum Teil keine Paartänze – und damit untypisch für den Swing – sind, so enthalten sie wichtige Wurzeln des Swing-Tanzes, wie Jazz- und Stepptanz-Schritte, Rhythmen und Elemente. Manche dieser Choreographien passen nur zu bestimmten Liedern, andere können auf nahezu jedes Lied in dem häufig verwendeten 32-Takt-Schema des Jazz getanzt werden.

## Tanzformen
Zu den Swing-Tänzen gehören unter anderem der Lindy Hop, Charleston, Shag, Balboa, East Coast Swing, West Coast Swing, Boogie-Woogie, Cakewalk und Big Apple.
Im weiteren Sinne kann man auch den Jive, Ceroc/LeRoc/Roc, Bugg und Rock ’n’ Roll zu den Swing-Tänzen zählen. Auch der Discofox bedient sich bei Elementen aus dem Swing.
In Costa Rica entwickelte sich eine Sonderform mit hüpfenden Tanzbewegungen, der Swing Criollo, der 2012 zum nationalen Kulturgut erklärt wurde. Ursprünglich entstand er als Tanzform landwirtschaftlicher Arbeiter auf den Kakao- und Bananenfeldern, die die Anregung aus Swing-Filmen hatten, die die United Fruit Company zur Unterhaltung zeigte. Getanzt wird es aber meist nach Cumbia-Musik. Noch bis in die 1980er Jahre galt es als Tanzform der unteren Schichten der Gesellschaft in deren Vierteln in der Hauptstadt San José als anrüchig, eroberte danach aber weite Bevölkerungskreise und gilt als nationale Folklore.

## Sonstiges
Im Wham!-Hit Wake Me Up Before You Go-Go wird der Begriff Jitterbug mehrmals im Text im Stile eines Keyboard-Sounds gesungen, unter anderem viermal prominent am Anfang.